# Shire of Ashburton
Shire of Ashburton is een Local Government Area (LGA) in Australië in de staat West-Australië. Shire of Ashburton telde 7.391 inwoners in 2021. De hoofdplaats is Tom Price.

## Plaatsen
- Tom Price
- Paraburdoo
- Onslow
- Pannawonica
- Wittenoom